# 소비자를위한신문
소비자를 위한 신문(消費者를 爲한 新聞, 영문명: Consumer Times Korea)은 대한민국 서울에서 발행되는 소비자 경제 관련 전문 주간지이다.
2010년 소비자매일신문(消費者毎日新聞, 영문명: Consumer Daily News Korea)으로 창간돼 2012년에 현재의 명칭으로 개칭했다. 특수주간신문으로 대판(타블로이드배판)으로 인쇄되고 있다.
2013년 기준으로, 1개월 구독료 10,000원으로 판매되고 있다. 실시간 인터넷뉴스(http://www.consumertimes.kr)도%5B깨진+링크(과거+내용+찾기)%5D 운영되며, 공정거래위원회, 한국소비자원, 기타 각종 소비자 단체 관련 소식을 특화하여 제공되고 있다. 과거기사 검색도 가능하다.
자매지로는 ‘식약일보(http://www.kfdn.co.kr) ’가 있다. 본사는 서울특별시 강남구 역삼동에 있다.